# Ultime Décision
Pour plus de détails, voir Fiche technique et Distribution.
Ultime Décision ou Décision au sommet au Québec (Executive Decision) est un film américain réalisé par Stuart Baird, sorti en 1996. Il s'agit de son premier long métrage comme réalisateur.
Le film reçoit des critiques mitigées mais réalise de bonnes performances commerciales.

## Synopsis
Le lieutenant-colonel Austin Travis de l'US Army dirige une opération noire avec les forces spéciales sur un repaire de la mafia tchétchène à Trieste en Italie, pour tenter de récupérer un agent neurotoxique soviétique qui a été volé, le DZ-5. La mission est cependant un échec.
Trois mois plus tard, le vol 343 de la compagnie Oceanic Airlines quitte Athènes à destination de Washington, D.C.. Le Boeing 747-200 embarque avec à son bord plus de 400 passagers, dont Nagi Hassan. Ce dernier est le lieutenant du chef terroriste El Sayed Jaffa, leader d'une des organisations extrémistes les plus dangereuses au monde, ayant été arrêté lors du mariage de sa fille. Hassan et ses hommes détournent le vol, exigeant la libération de Jaffa. En parallèle, un kamikaze travaillant pour Jaffa détruit le restaurant de l'hôtel Marriott de Londres.
Le Dr David Grant, consultant en renseignement pour l'armée américaine et à l'origine du raid bâclé en Italie, est convoqué au Pentagone. La réunion a pour but de planifier l'opération pour reprendre l'avion. David Grant émet des doutes sur les demandes de Hassan et soupçonne qu'il a lui-même organisé la capture de Jaffa et qu'il a l'intention d'utiliser le 747 pour faire exploser une bombe chargée de DZ-5 dans l'espace aérien américain. Le Pentagone autorise une mission d'insertion en vol avec l'équipe de Travis, à l'aide d'un avion furtif expérimental, le « Remora F117x ». David Grant et l'ingénieur de la DARPA, Dennis Cahill, se joignent à la mission à contrecœur.
L'équipe parvient à s'introduire discrètement à bord. Mais plusieurs agents sont blessés et tués. Grant va compter sur l'aide d'une hôtesse de l'air, Jean.

## Fiche technique
Sauf indication contraire, les informations mentionnées dans cette section peuvent être confirmées par la base de données cinématographiques IMDb,  présente dans la section « Liens externes ».
- Titre original : Executive Decision
- Titre français : Ultime Décision
- Titre québécois : Décision au sommet
- Réalisation : Stuart Baird
- Scénario : Jim Thomas et John Thomas
- Musique : Jerry Goldsmith
- Photographie : Alex Thomson
- Montage : Stuart Baird, Kevin Stitt et Frank J. Urioste
- Production : Joel Silver, Jim Thomas et John Thomas
- Sociétés de production : Silver Pictures et Warner Bros.
- Société de distribution : Warner Bros.
- Pays de production :  États-Unis
- Langues originales : anglais, arabe
- Budget : 55 millions de dollars[1]
- Format : Couleur - Dolby - SDDS - 35 mm - 2.35:1
- Genre : action, thriller
- Durée : 133 minutes
- Dates de sortie :
  - États-Unis :  15 mars 1996
  - France :  1er mai 1996

## Distribution
- Kurt Russell (VF : Philippe Vincent ; VQ : Jean-Luc Montminy) : Dr David Grant, Services de Renseignement Intelligence
- Halle Berry (VF : Magaly Berdy ; VQ : Élise Bertrand) : Jean, hôtesse de l'air
- John Leguizamo (VF : Serge Faliu ; VQ : Alain Zouvi) : le capitaine Carlos « Rat » Lopez
- Oliver Platt (VF : Daniel Lafourcade ; VQ : Carl Béchard) : Dennis Cahill, ingénieur en aéronautique, ARPA
- David Suchet (VF : Gérard Rinaldi ; VQ : Manuel Tadros) : Nagi Hassan
- Joe Morton (VF : Pascal Renwick ; VQ : Bernard Fortin) : le sergent Campbell « Cappy » Matheny, US Army, expert en explosifs
- Steven Seagal (VF : Jean-François Aupied ; VQ : Hubert Gagnon) : le lieutenant-colonel Austin Travis, US Army
- B. D. Wong (VF : Ludovic Baugin ; VQ : Antoine Durand) : le sergent Louie Jung, US Army
- Whip Hubley (VQ : Benoît Rousseau) : le sergent Michael Baker, US Army
- Len Cariou (VF : Pierre Hatet ; VQ : Jean Fontaine) : le secrétaire de la Défense Charles White
- Nicholas Pryor (VF : Yves Barsacq ; VQ : Jean Brousseau) : le secrétaire d'État Jack Douglas
- Andreas Katsulas (VF : Jean-Pierre Moulin ; VQ : Jean Galtier) : Abu El-Sayed Jaffa
- J. T. Walsh (VF : Michel Derain ; VQ : Daniel Roussel) : le sénateur Jason Mavros
- Charles Hallahan (VF : Jean-Claude Sachot ; VQ : Ronald France) : le général Sarlow, US Army
- Ray Baker (VQ : Luis de Cespedes) : le commandant de bord du vol 343
- Marla Maples : Nancy
- Mary Ellen Trainor : Allison
- Richard Riehle : le marshal de l'Armée de l'air George Edwards
- Michael Milhoan (VQ : Pierre Chagnon) : le copilote du vol 343
- Robert Apisa : Jean-Paul Demou
- Yvonne Zima : la petite fille
- Jon Huertas : un des terroristes

Légende : VF = Version Française et VQ = Version Québécoise

## Production
Le projet est initialement développé par Paramount Pictures. Alors que le film stagne, le studio l'échange avec le script de Forrest Gump auprès de Warner Bros..
Le tournage a lieu en Californie (Sierra Madre, base aérienne Norton à San Bernardino, aéroport de Chino, Mojave, Warner Bros. Studios de Burbank), Porto Rico (San Juan) et à Mobile en Alabama.

## Accueil
Le film reçoit des critiques mitigées à sa sortie. Sur le site d'agrégation de critiques Rotten Tomatoes, le film obtient 63% d'avis favorables, pour 41 critiques et une note moyenne de 6,3⁄10. Le consensus suivant résume les avis collectés : « Executive Decision adhère de manière divertissante à la formule classique du thriller d'action, prouvant qu'un film de genre n'a pas besoin de gagner des points en termes d'originalité pour être solidement efficace. » Sur le site Metacritic, qui utilise une moyenne pondérée, le film obtient la note de 62⁄100 pour 20 critiques.
Côté box-office, le film réalise de bons résultats. Il totalise plus de 121 millions de dollars dans le monde.
| Pays ou région     | Box-office      | Date d'arrêt du box-office | Nombre de semaines |
| ------------------ | --------------- | -------------------------- | ------------------ |
| France             | 649 288 entrées | -                          | -                  |
| États-Unis, Canada | 56 569 216 $    | 23 mai 1996                | 10                 |
| Total mondial      | 121 969 216 $   | -                          | -                  |

## Distinctions
(en) Récompenses pour Ultime Décision sur l’Internet Movie Database

### Récompenses
- Blockbuster Entertainment Awards 1997 :
  - Meilleur acteur pour Kurt Russell
  - Meilleure actrice pour Halle Berry

### Nominations
- NCLR Bravo Awards 1996 : Meilleur acteur pour John Leguizamo
- Razzie Awards 1997 : Pire second rôle masculin pour Steven Seagal

## Censure
La version européenne du film a été censurée par le studio en amont de sa sortie en salles afin de supprimer toute référence à l'Islam (certains plans ont été coupés ou modifiés, certaines répliques changées). Alors que le DVD américain était non-censuré, c'est la version censurée qui a par la suite servi de source pour le master HD du blu-ray au niveau mondial,. Selon toute vraisemblance, la version non-censurée demeure à ce jour indisponible en haute définition.